# Декада здравог старења Уједињених нација
Декада здравог старења Уједињених нација (енгл. Decade of Healthy Ageing) је период од 2021–2030. годинe који су Уједињене нације прогласиле Декадом здравог старења.

## Историјат
Декада здравог старења Уједињених нација је глобална сарадња која окупља владе, цивилно друштво, међународне агенције, професионалце, академску заједницу, медије и приватни сектор за 10 година усклађеног и иновативног деловања за неговање дужих и здравијих живота. Декада се заснива на Глобалној стратегији и акционом плану Светске здравствене организације и Међународном плану акције Уједињених нација у Мадриду о старењу и подржава реализацију Агенде Уједињених нација 2030. о одрживом развоју и циљевима одрживог развоја. Светска здравствена организација предводи међународну акцију за побољшање живота старијих људи, њихових породица и заједница, окупља различите заинтересоване стране које подстичу заједничко деловање.

Обележаване декаде здравог страрења је прилика за усаглашени, одрживи фокус, улагање и акције за подстицање здравог старења и решавање фактора који утичу на статус старијих људи.
Да би се ефикасно деловало при обезбеђивању здравог старења потребна је успешна и делотворна сарадња Светске здравствене организације са Одељењем за економска и социјална питања Уједињених нација и њеним регионалним комисијама, Фондом Уједињених нација за становништво, Канцеларијом високог комесара за људска права, Програмом Уједињених нација за развој, UN-Habitat, UN Women, Светском банком и другим релевантним националним, међународним и регионалним организацијама.
Проглашавање декаде здравог старења Уједињених нација (2021–2030) има за циљ да се смање здравствене неједнакости и побољшају животи старијих људи, њихових породица и заједница кроз колективно деловање у четири области:
- промена начина на који мислимо, осећамо се и понашамо се према старости и старењу,
- развој заједница на начине који негују способности старијих људи,
- пружање интегрисане неге усредсређене на особу и примарне здравствене услуге које одговарају старијим особама,
- омогућавање приступа старијим особама којима је то потребно квалитетној дуготрајној нези.

## Стратегија активног и здравог старења у Републици Србији
Током 2023. година код нас је на основу члана 38. став 1. Закона о планском систему Републике Србије Влада усвојила Стратегију активног и здравог старења у Републици Србији за период од 2024. до 2030. године, из разлога што Република Србија већ дуже није имала стратегију, која се односи на процес старења и подршку активном и здравом старењу, која укључује и прелазак у категорију лица старијих од 65 година. Због тога је Министарство за бригу о породици и демографију иницирало израду и доношење новог документа јавних политика, који се тиче старости и процеса старења, односно Стратегије активног и здравог старења у Републици Србији за период од 2024. до 2030. године.
При изради стратегије активног и здравог старења у Републици Србији руководило се начелима Декаде здравог старења Уједињених нација на којима би требало да се заснивају све акције које се тичу старијих: људска права, равноправност, једнакост, недискриминација, равноправност полова и међугенерацијска солидарност.
Током израде стратегије водило се рачуна да буде усклађена с приоритетима Декаде за здраво старење 2020–2030.